# Liste der Baudenkmale in Temnitztal
In der Liste der Baudenkmale in Temnitztal sind alle Baudenkmale der brandenburgischen Gemeinde Temnitztal und ihrer Ortsteile aufgelistet. Grundlage ist die Veröffentlichung der Landesdenkmalliste mit dem Stand vom 31. Dezember 2020. Die Bodendenkmale sind in der Liste der Bodendenkmale in Temnitztal aufgeführt.

## Baudenkmale in den Ortsteilen
In den Spalten befinden sich folgende Informationen:
- ID-Nr.: Die Nummer wird vom Brandenburgischen Landesamt für Denkmalpflege vergeben. Ein Link hinter der Nummer führt zum Eintrag über das Denkmal in der Denkmaldatenbank. In dieser Spalte kann sich zusätzlich das Wort Wikidata befinden, der entsprechende Link führt zu Angaben zu diesem Denkmal bei Wikidata.
- Lage: die Adresse des Denkmales und die geographischen Koordinaten. Link zu einem Kartenansichtstool, um Koordinaten zu setzen. In der Kartenansicht sind Denkmale ohne Koordinaten mit einem roten beziehungsweise orangen Marker dargestellt und können in der Karte gesetzt werden. Denkmale ohne Bild sind mit einem blauen bzw. roten Marker gekennzeichnet, Denkmale mit Bild mit einem grünen beziehungsweise orangen Marker.
- Bezeichnung: Bezeichnung in den offiziellen Listen des Brandenburgischen Landesamtes für Denkmalpflege. Ein Link hinter der Bezeichnung führt zum Wikipedia-Artikel über das Denkmal.
- Beschreibung: die Beschreibung des Denkmales
- Bild: ein Bild des Denkmales und gegebenenfalls einen Link zu weiteren Fotos des Baudenkmals im Medienarchiv Wikimedia Commons

### Garz
| ID-Nr.   | Lage                                | Bezeichnung | Beschreibung | Bild                                                 |
| -------- | ----------------------------------- | --- | --- | ---------------------------------------------------- |
| 09171887 | (Lage)                              | Gärtnerisch gestaltete Feld- und Wiesenflur der ehemaligen Güter von Vichel, Garz, Rohrlack                                                | | BW                                                   |
| 09170578 | Dorfstraße 4 / Rotdornstraße (Lage) | Dorfkrug (heute Wohnhaus) | | Dorfkrug (heute Wohnhaus)                            |
| 09170961 | Dorfstraße 17 (Lage)                | Alte Schäferei | Das Schäferei-Gehöft umfasst Wohnhaus und zwei Ställe, rechts und links vom Wohnhaus befindlich. In jeweils eine der beiden Eingangssäulen rechts und links vom Haus ist ein quadratisches Stein-Relief (rot) mit einem Widder-Emblem eingelassen. Die Schäferei datiert auf das Jahr 1817. Wohnhaus: Sechsachsiger Ziegelbau mit Krüppelwalmdach. zwei Ställe: Fachwerk-Ziegelbau mit Satteldach.       | weitere Bilder                                       |
| 09170265 | Luchdamm (Lage)                     | Dorfkirche | Die evangelische Kirche wurde 1727 errichtet. Der Kanzelaltar stammt aus dem Jahre 1728. | weitere Bilder                                       |
| 09171019 | Luchdamm 1 (Lage)                   | Bauernhof, bestehend aus Wohnhaus, drei Wirtschaftsgebäuden und Einfriedung                                                                | Das zweigeschossige Fachwerkhaus mit Satteldach stammt aus der Zeit um 1700.Die Wirtschaftsgebäude datieren auf 1801/1900. | weitere Bilder                                       |
| 09170962 | Luchdamm 2 (Lage)                   | Wohnstallhaus | Es handelt sich dabei um Wohnhaus und Stall. Wohnhaus: zweigeschossiges Fachwerkhaus mit Satteldach. Datiert auf die Jahre 1746/1755. Stall: Ziegelbau mit Satteldach. | weitere Bilder                                       |
| 09170230 | Luchdamm 11-14 (Lage)               | Gutsanlage, bestehend aus mittelalterlichem Wohnturm, Gutshaus, Gärtnerhaus, Wirtschaftsgebäude, Verwalterhaus, Nebengebäuden und Gutspark | Das Herrenhaus der Gutsanlage stammt ursprünglich aus dem 17./18. Jahrhundert. Im 19. Jahrhundert wurde das Haus ausgebaut. Im Inneren befinden sich drei Geschosse. | weitere Bilder                                       |
| 09170266 | Luchdamm 17 (Lage)                  | Wohnhaus | | Wohnhaus                                             |
| 09171282 | Luchdamm 18 (Lage)                  | Gehöft, bestehend aus Wohnhaus, Wirtschaftsgebäude und Einfriedung                                                                         | Wohnhaus: Eineinhalbgeschossiger Ziegelbau auf Feldstein-Sockel mit Satteldach. Datiert auf 1870/1973. Wirtschaftsgebäude: Es handelt sich um einen eineinhalbgeschossigen Stall als Ziegelbau mit Satteldach. Datiert lt. Inschrift auf das Jahr 1887. Das Gebäude befindet sich südlich des Wohnhauses, auf der linken Hofseite. Einfriedung: Sie wurde ebenfalls aus roten Ziegelsteinen angefertigt. | weitere Bilder                                       |
| 09170963 | Rotdornstraße 5 (Lage)              | Wohnhaus mit Scheune | | Wohnhaus mit Scheune                                 |
| 09170964 | Rotdornstraße 6 (Lage)              | Wohnhaus mit Bäckerei und Scheune | | Wohnhaus mit Bäckerei und Scheune                    |
| 09170965 | Rotdornstraße 11 (Lage)             | Wohnhaus | | Wohnhaus                                             |
| 09170966 | Rotdornstraße 12 (Lage)             | Gehöft, bestehend aus Wohnhaus, Scheune und Stallung                                                                                       | | Gehöft, bestehend aus Wohnhaus, Scheune und Stallung |
| 09170967 | Rotdornstraße 16 (Lage)             | Wohnstallhaus | | Wohnstallhaus                                        |
| 09170968 | Rotdornstraße 18 (Lage)             | Wohnstallhaus mit Stallspeicher | | Wohnstallhaus mit Stallspeicher                      |
| 09170969 | Wildberger Weg 5 (Lage)             | Wohnhaus | Eingeschossiger Fachwerkbau mit Satteldach. Das Haus datiert auf 1786/1800. | Wohnhaus                                             |

### Kerzlin
| ID-Nr.   | Lage                 | Bezeichnung       | Beschreibung | Bild              |
| -------- | -------------------- | ----------------- | --- | ----------------- |
| 09170285 | Dorfstraße 40 (Lage) | Dorfkirche        | | weitere Bilder    |
| 09171663 | (Lage)               | Gefallenendenkmal | Das Denkmal steht östlich der Kirche an der Dorfstraße auf Flurstück 332 aus der Flur 2. Es wurde entworfen 1922 von Max Wiese. | Gefallenendenkmal |

### Küdow
| ID-Nr.   | Lage              | Bezeichnung | Beschreibung | Bild           |
| -------- | ----------------- | ----------- | --- | -------------- |
| 09170295 | Dorfstraße (Lage) | Dorfkirche  | Die evangelische Dorfkirche wurde um 1300 erbaut. Im Inneren befindet sich ein Kanzelaltar aus dem Jahr 1765. Die Taufe aus Terrakotta stammt aus dem 19. Jahrhundert. | weitere Bilder |

### Lüchfeld
| ID-Nr.   | Lage                  | Bezeichnung                         | Beschreibung | Bild           |
| -------- | --------------------- | ----------------------------------- | --- | -------------- |
| 09170306 | Hauptstraße (Lage)    | Dorfkirche                          | Die Kirche wurde wahrscheinlich Mitte des 18. Jahrhunderts erbaut, der neugotische Turm wurde 1874 hinzugefügt. Im gleichen Jahr wurde innen die Holzdecke und die Empore eingefügt.                                                     | weitere Bilder |
| 09172765 | Hauptstraße 39 (Lage) | Wohnhaus mit Nebengebäude           | Wohnhaus: Eingeschossiger Bau mit Satteldach. Datiert auf 1800/1849. Nebengebäude: Zweigeschossiger Ziegelbau mit Satteldach. Datiert lt. Inschrift auf das Jahr 1938. Es befindet sich hinter dem Wohnhaus auf der südwestlichen Seite. | weitere Bilder |
| 09170305 | Hauptstraße 40 (Lage) | Gemauerter Brunnen, auf dem Vorwerk | | BW             |

### Rohrlack
| ID-Nr.   | Lage              | Bezeichnung | Beschreibung | Bild           |
| -------- | ----------------- | ----------- | ------------ | -------------- |
| 09170409 | Dorfstraße (Lage) | Dorfkirche  |              | weitere Bilder |

### Vichel
| ID-Nr.            | Lage                     | Bezeichnung | Beschreibung | Bild |
| ----------------- | ------------------------ | --- | --- | --- |
| 09170421          | Dorfstraße (Lage)        | Dorfkirche | Die evangelische Dorfkirche wurde 1867 erbaut. Es ist ein kreuzförmiger Bau aus Backstein. Die Apsis ist außen polygonal und innen halbkreuzförmig. Der Westturm ist schmal. Erbaut wurde die Kirche nach Plänen von F. v. Quast im Rundbogenstil der Berliner Schule.          | weitere Bilder |
| 09170208 Wikidata | Dorfstraße 17, 18 (Lage) | Gutsanlage (Rittergut), bestehend aus Gutshaus, Wirtschaftsgebäude, Wohnhaus, Remise, Resten der Einfriedung und Gutspark | Das Herrenhaus wurde um 1850 ähnlich einer italienischen Landvilla erbaut. Der Gutspark wurde in der zweiten Hälfte des 19. Jahrhunderts eingerichtet. Der Landschaftspark geht auf einem barocken Garten zurück, angelegt wurde er in der zweiten Hälfte des 19. Jahrhunderts. | Gutsanlage (Rittergut), bestehend aus Gutshaus, Wirtschaftsgebäude, Wohnhaus, Remise, Resten der Einfriedung und Gutspark |
| 09171168          | Dorfstraße 19 (Lage)     | Gehöft, bestehend aus Wohnhaus, zwei Wirtschaftsgebäuden und Resten der Einfriedung                                       | | BW |

### Wildberg
| ID-Nr.            | Lage               | Bezeichnung                                                  | Beschreibung | Bild              |
| ----------------- | ------------------ | ------------------------------------------------------------ | --- | ----------------- |
| 09170430          | Am Markt (Lage)    | Gedenkstätte für den Landarbeiterstreik 1922                 | Im April 1922 streikten die Landarbeiter im damaligen Kreis Ruppin. In den 1970er Jahren wurde zum Gedenken an dieses Ereignis in Wildberg eine Feldsteinmauer mit einer Tafel mit einer Sichel und der Inschrift: „11. - 22. APRIL 1922 / RUPPINER / LANDARBEITERSTREIK / DEN 2146 STREIKENDEN GEWIDMET“ gesetzt. Nach 1990 wurde die Tafel entfernt, nur die Feldsteinmauer blieb erhalten.             | weitere Bilder    |
| 09170429 Wikidata | Kirchstraße (Lage) | Dorfkirche St. Nikolai mit Grabmälern der Familie von Zieten | Die Dorfkirche St. Nikolai stammt aus der zweiten Hälfte des 13. Jahrhunderts. Die Teile im Westen der Kirche sind aus der Zeit Ende des 15. Jahrhunderts. Der Turm hat einen Helm aus dem Jahr 1698. Im Inneren befindet sich eine Orgel aus dem Jahr 1829, Erbauer der Orgel war J. F. Turley. An der südlichen Wand der Kirche befindet sich ein Grabstein für Wilhelmine von Ratenau, sie starb 1782. | weitere Bilder    |
| 09171419          | Kirchstraße (Lage) | Gefallenendenkmal                                            | | Gefallenendenkmal |

## Ehemalige Baudenkmale
| ID-Nr. | Lage                         | Bezeichnung | Beschreibung | Bild                                                                                          |
| ------ | ---------------------------- | ----------- | ------------ | --------------------------------------------------------------------------------------------- |
|        | Garz Temnitzweg 1 / 2 (Lage) | Wohnhaus    |              | [[Vorlage:Bilderwunsch/code!/C:52.845332,12.628777!/D:Garz Temnitzweg 1 / 2, Wohnhaus!/\|BW]] |